# Munizip Sabrata wa-Surman
Sabrata wa-Surman (arabisch صبراتة وصرمان, DMG Ṣabrāta wa-Ṣurmān, auch Sabratha wa-Surman) ist ein ehemaliges Munizip, das im Nordwesten der Libysch-Arabischen Republik lag. Dessen Territorium wurde 2007 aufgeteilt auf das östliche Munizip az-Zawiya und das westliche Munizip an-Nuqat al-Chams. Wichtige Städte sind Sabrata und Sorman.

## Geographie
Im gesamten Gebiet von Sabrata wa-Surman lebten 152.521 Menschen (Stand 2003) auf einer Fläche von insgesamt 1.370 km². Im Norden grenzte das Munizip an das Mittelmeer, am Land grenzte es an folgende ehemalige Munizipien:
- Munizip az-Zawiya im Osten
- Munizip al-Dschifara im Südosten
- Munizip Yafran im Süden
- Munizip an-Nuqat al-Chams im Westen